# Compagnia russo-americana
La Compagnia russo-americana (in russo Российско-Американская Компания?) fu una compagnia commerciale costituita da Nikolaj Petrovič Rezanov per lo sfruttamento commerciale dell'America russa. Nel 1791, Rezanov entra nella squadra di Gavriil Deržavin segretario privato dell'Imperatrice. Parecchi anni prima, in seguito all'incontro con Grigorij Šelichov, della Compagnia delle pellicce Šelichov-Golikov, Rezanov aveva iniziato a interessarsi, in quelle terre lontane, al progetto commerciale per ottenere il monopolio del commercio delle pellicce. Divenne socio della compagnia, e rapidamente divenne un importante e impegnato uomo d'affari. Alla morte di Šelichov nel 1795 riuscì a ottenere per sé stesso e i suoi soci privilegi analoghi a quelli concessi dall'Impero britannico alla Compagnia delle Indie.
Era appena riuscito a persuadere Caterina II a firmare la sua patente, quando la sua morte lo costrinse a trattare con l'Imperatore Paolo, una persona dal carattere difficile. Dopo un periodo di estenuanti trattative, l'abilità e la sottigliezza di Rezanov prevalsero, e, poco prima dell'assassinio di Paolo ottenne la firma dell'Imperatore sull'importante strumento legislativo che garantiva alla Compagnia russo-americana, per una durata di venti anni, il dominio sia sulla costa dell'America nord-orientale, da 55 gradi di latitudine verso nord che sulla catena di isole che si estendevano dalla Kamčatka all'Alaska in direzione nord e al Giappone in direzione sud.
Questo "Consorzio" prevalse su tutte le piccole compagnie e i commercianti indipendenti e fu una fonte di lauti guadagni sia per Rezanov che per gli altri azionisti, inclusi membri della famiglia imperiale, fino ai primi anni del XIX secolo, quando la cattiva gestione e la scarsità di viveri nei territori delle colonie minacciarono la sopravvivenza della compagnia stessa. Rezanov, conclusa la sua ambasciata in Giappone, raggiunse la penisola Kamčatka nel 1805. Aveva l'ordine di rimanere nelle colonie russe come ispettore imperiale e plenipotenziario della compagnia, e di correggere gli abusi che stavano rovinando la grande impresa. Viaggiò lentamente verso Nuova Arcangelo attraverso le isole, adottando misure per proteggere gli animali da pelliccia dal massacro indiscriminato, punendo o bandendo i trasgressori delle leggi della compagnia, e introducendo l'influenza civilizzatrice di scuole e biblioteche, la maggior parte dei libri essendo suoi doni personali. Fondò perfino scuole di cucina, che in breve tempo fiorirono.